# Giuseppe Robecchi (politico 1825-1898)
Giuseppe Robecchi (Milano, 14 novembre 1825 – Monte Carlo, 22 febbraio 1898) è stato un politico italiano.

## Biografia
Iscrittosi alla facoltà di giurisprudenza dell'Università degli Studi di Pavia, nel 1848 rientrò nella sua città natale per partecipare all'organizzazione dell'insurrezione popolare delle cinque giornate di Milano, collaborando strettamente con Luciano Manara.
Nel 1866 si arruolò volontario per partecipare alle lotte della terza guerra d'indipendenza italiana, ottenendo una medaglia d'argento al valor militare. 
Eletto deputato dal 1860 alla Camera, fu senatore del Regno d'Italia, nominato nel 1884 durante la XV legislatura e, come tutti i suoi colleghi, in carica fino alla morte. Dal 1883, e anche qui fino alla data del suo decesso, fu il Presidente del Consiglio Provinciale di Milano.
Riposa nell'edicola di famiglia nel Cimitero Monumentale di Milano.